# Astragalus sarobiensis
Astragalus sarobiensis är en ärtväxtart som beskrevs av Karl Heinz Rechinger. Astragalus sarobiensis ingår i släktet vedlar, och familjen ärtväxter. Inga underarter finns listade i Catalogue of Life.